# آرپی‌ای ۱۲
آرپی‌ای ۱۲ (به انگلیسی: RPA 12) یک کشتی است که طول آن ۲۸٫۷۸ متر (۹۴٫۴ فوت) می‌باشد. این کشتی در سال ۲۰۰۲ ساخته شد و سرعت آن نیز ۱۲/۵ گره دریایی یعنی حدودا معادل ۲۳ کیلومتر برساعت.